# Landesregierung Rehrl III
Die Landesregierung Rehrl III bildete die Salzburger Landesregierung unter Landeshauptmann Franz Rehrl in der 4. Gesetzgebungsperiode der Ersten Republik von der Konstituierung des Landtags am 27. Mai 1932 bis zur Konstituierung des Landtags auf ständischer Grundlage am 22. November 1934 (Zeit des Austrofaschismus).

## Regierungsmitglieder
Landeshauptmann
- Franz Rehrl

Stellvertreter
- Michael Neureiter
- Robert Preußler

Landesräte
- Karl Emminger
- Franz Ropper